# Zwei Schwestern (Adalbert Stifter)
Zwei Schwestern ist der Titel einer Erzählung von Adalbert Stifter. Die erste Fassung „Die Schwestern“ erschien 1845, die zweite erweiterte 1850. Erzählt wird die Begegnung des Protagonisten Otto Falkhaus mit zwei unterschiedlichen Schwestern, der Künstlerin Camilla und der Landwirtin Maria, und seine Suche nach einem die Antithetik von Kunst und natürlichem kultivierten Landleben verbindenden vernünftigen Lebensweg.

## Überblick
Der Erzähler stellt sich in der „Einleitung“ als Freund Otto Falkhaus‘ vor, dessen Geschichte er nacherzählt und herausgegeben hat. Im Mittelpunkt steht der Besuch des Protagonisten bei der Familie seines Freundes Franz Rikar auf seinem kleinen Landgut im an den Gardasee grenzenden Gebirge (3. Kap. „Reisebesuch“). Das zweite Kapitel „Reisefreunde“ erzählt die Vorgeschichte: Die Entstehung der Freundschaft der beiden Männer in Wien und ihr gemeinsamer Besuch eines Violinkonzerts der Schwestern Milanollo. Beide Männer stehen an einem Wendepunkt ihres Lebens. Falkhaus bewirbt sich nach dem Tod der Eltern und nach dem Schwund seines Erbes um eine Anstellung, Rikar führt einen Vermögensprozess. Beide haben, wie im 3. Kapitel deutlich wird, keinen Erfolg und müssen sich neu orientieren: Rikar zieht sich mit seiner Familie von Meran auf einen heruntergekommenen Berghof am Gardasee zurück. Seine Tochter Maria kann durch Neuerungen in der Landwirtschaft die finanzielle Situation verbessern und den Betrieb ausbauen. Falkhaus arbeitet sich erfolgreich in Handelsgeschäfte ein und erbt von einer Tante den Gutshof „Treulust“. Nachdem er nun reich geworden ist, leistet er sich eine Pause für die ersehnte Italienreise.
Auf dem Weg in den Süden besucht Falkhaus seinen Freund Rikar an seinem neuen einsamen Wohnort in einem Hochgebirgstal. Dessen beide Töchter, die zarte Violinistin Camilla und die bodenständige Landwirtin Maria, verkörpern für ihn den ihm bekannten Kontrast zweier Lebensweisen. Er bleibt einige Zeit Gast des „Haidehauses“, wandert mit der Familie im Gebirge, informiert sich über Marias Methoden der Bodenverbesserung, des Gemüse- und Obstanbaus und des Verkaufs der Früchte in die Region, wodurch sie das Leben finanziert und das einfache Bauernhaus ausbaut und ausstattet. Unterstützt wurde Maria durch den Nachbarn, den Reformbauern Alfred Mussar, der während Falkhausens Aufenthalt von einer Reise zurückkehrt und ihm seine Muster-Landwirtschaft zeigt. Als er bei den Eltern um Maria wirbt und diese ablehnt, wird die Freundschaft der Personen auf die Probe gestellt. Maria weiß nämlich, dass ihre Schwester Mussar insgeheim liebt und an der Zurücksetzung zerbrechen würde.
Falkhaus beendet nun seinen langen Aufenthalt bei den Freunden und reist durch Italien. Doch seine hohen Erwartungen an das Reiseerlebnis erfüllen sich nicht, denn er muss immer an Maria denken und beschleunigt die Rückkehr nach „Treulust“. Nach zwei Jahren besucht er erneut die Familie Rikar. Mussar hat inzwischen, von Maria geleitet, Camilla geheiratet. Falkhaus getraut sich nicht, Maria gegenüber seine Zuneigung zur Sprache zu bringen, denn er vermutet, dass das charakterlich starke Mädchen nicht ihn liebt, sondern „ein anderes Bild in sich“ trägt und durch ihre Aufgaben in der Landwirtschaft mit dem Leben allein zurechtkommt. So reist er ab und will, trotz ihrer Einladung, nicht mehr in den Haidehof zurückkehren. Er hatte offenbar nur die Möglichkeit einer harmonischen Beziehung sehen dürfen: „Ich sollte nur erkennen, was einzig schön und göttlich ist, um es dann auf ewig ferne zu haben.“
Im kurzen Nachwort berichtet der Erzähler von Falkhaus‘ Meinungsänderung. Er hat jetzt die Hoffnung, dass Maria seine Frau wird und sie zahlreiche Kinder haben werden. Der Erzähler ist zuversichtlich: „[S]ie werden ein festes, reines, schönes Glück genießen.“

## Inhalt
| → Inhalt |
| Der Erzähler hat als Freund der Hauptfigur Otto Falkhaus dessen Geschichte mit ihren vielen Zufällen nacherzählt und herausgegeben, um „Seelen- und Menschenforscher[n]“ zu zeigen, wie sein Freund, der selber „in seiner Jugend eine einseitige Bildung seiner Geisteskräfte erhalten hatte“, von der Familie Rikar und „der großen innern Grundverschiedenheit“ ihrer Töchter „eine Umdüsterung seiner Seele fort trug, die er wohl durch die Stärke und Heiterkeit seines Geistes, welche er sich in späteren Jahren erwarb, überwunden haben wird.“ Der Erzähler beginnt mit der Bekanntschaft des jungen Otto Falkhaus mit dem älteren, meist trübsinnigen Franz Rikar in einer Reisekutsche, in der auch die Schwestern Milanollo sitzen. Nach einiger Zeit treffen sich die beiden wieder in Wien und leben für drei Wochen im Gasthof zur Dreifaltigkeit in zwei benachbarten Zimmern. Wegen seines Aussehens und seines schwarzen Frackes wird Rikar Paganini genannt. Später erfährt Falkhaus, dass Rikar sich seit dem Tod seines 20-jährigen Sohnes schwarz kleidet und dass seine Tochter Camilla eine begabte Violinistin ist. Die Freundschaft der beiden Männer entsteht durch einen gemeinsamen, zufälligen, Besuch eines Violinkonzerts der als Wunderkinder bekannten Theresa und Maria Milanollo im Josephstädter Theater. Vor allem das gefühlvolle Spiel der ca. 14-jährigen Theresa beeindruckt die Zuschauer und Rikar ist zu Tränen gerührten und sagt mehrmals: „Ach, du unglücklicher Vater“. Falkhaus ist zu rücksichtsvoll, um nach dem Zusammenhang zu fragen, und erfährt deshalb die Hintergründe der Familiengeschichte erst nach und nach. Beide Männer stehen in Wien an einem Wendepunkt ihres Lebens: Ottos Sozialisation ereignete sich im Spannungsfeld zwischen der von seiner Mutter geförderten „Einbildungskraft“ und dem Pragmatismus seines Vaters und des Oheims, eines Kaufmanns. Otto erhielt z. B. Zeichen- und Geigenunterricht. Nach dem Tod der Eltern setzte sich die Kreativität einseitig durch, der Kompromiss gelang nicht und Otto verlebte das kleine ererbte Vermögen und muss sich nun in Wien um eine Anstellung bemühen. Auch Rikars Finanzen sind gefährdet. Seine Südtiroler Eltern betrieben in Mailand Seidenhandel. Dort wuchs Franz auf, heiratete Victoria und erzog mit ihr drei Kinder. Nachdem seine Eltern gestorben waren, musste er einen kostspieligen Vermögensstreit mit Verwandten führen und mit der Familie nach Meran umziehen. Nun wird der Prozess in Wien entschieden. Beide haben keinen Erfolg und müssen sich neu orientieren. Inzwischen sind viele Jahre vergangen. Otto Falkhaus ist durch Handel nach dem Vorbild seines Onkels zu Wohlstand gekommen. Nachdem ihm seine Tante ihr Gut „Treulust“ vererbt hat, kann er es sich erlauben, aus dem gleichförmigen Arbeitsalltag für eine gewisse Zeit auszusteigen und seine lange geplante Italienreise zu verwirklichen. In Meran will er seinen Freund „Paganini“, von dem er lange nichts mehr gehört hat, besuchen, doch man teilt ihm mit, er sei in die Nähe von Riva am Gardasee gezogen. Falkhaus ändert daraufhin seinen Reiseplan. Auf seiner Fahrt hat das Erlebnis der Gebirgsnatur einen „wohltätigen Einfluss“ auf ihn, er vergisst das „gleichmäßige Einerlei“ der Landwirtschaft und das „ewige Betrachten des Getreidewachsens“. Auch macht er sich Gedanken über die Menschen, die über Einzelheiten das Wesentliche vergessen, während doch das Gegenwärtige, wie die Weltgeschichte zeige, das Vorübergehende sei. Da in Riva der Name Rikar unbekannt ist, sucht Falkhaus die Umgebung ab. Er heuert den Fährmann Gerardo an und sucht die Siedlungen am Seeufer ab. Schließlich erkennt ein Hirtenjunge nach der Personenbeschreibung den Freund und zeigt ihm den Weg durch eine Schlucht zum Berghaus des Hieronimus Rüdheim, anschließend führt der Steig zur Hochfläche und dann in ein Tal, in dem das einsame Landgut Rikars liegt. Falkhaus wird freundlich aufgenommen und zu einem langen Aufenthalt eingeladen. Die Italienreise mit den Stationen Venedig, Toskana, Campagna, Rom, Neapel, Sizilien erfüllt nicht Ottos hohe Erwartungen. Seine Eindrücke sind überlagert vom Bild der einfachen, natürlichen, edlen und großmütigen Maria. Er kehrt im Herbst zu seinem Gut „Treulust“ zurück und schickt Geschenke an die Familie Rikar. Im Frühjahr des übernächsten Jahrs bricht er wieder nach Riva auf. Im Haidehaus hat sich inzwischen die Situation geändert: Alfred hat, von Maria ohne Absprache mit der Schwester beeinflusst, Camilla geheiratet und beide wohnen jetzt glücklich in Mussars Haus. Maria erzählt Otto ohne Neid freudig von Camillas gesundheitlicher Erholung und von der gegenseitigen Annäherung des Paares: „Er horcht auf ihre schönen Töne, wenn sie ihr Gefühl ausspricht, und sie wird bei ihm tüchtiger tätig und an den Wirtschaftssorgen teilnahmsvoller.“ Trotz dieser Wendung getraut sich Falkhaus nicht, Maria seine Zuneigung zu gestehen, denn er vermutet, dass sie nicht ihn liebt, sondern, „wenn auch ohne Wunsch und Begehr, ein anderes Bild in sich“ trägt. Außerdem wirkt sie zufrieden und kommt durch ihre Aufgaben in der Landwirtschaft mit dem Leben allein zurecht. So reist er enttäuscht ab und will nicht mehr in den Haidehof zurückkehren, obwohl Maria ihn liebevoll dazu einlädt: „Leben Sie wohl, lieber teurer Mann […] und kommen Sie sehr bald wieder.“ Aber er träumt davon, wie schön es wäre, „wenn sie um [ihn] waltete, wenn sie wirtschaftete, schaffte, [ihn] mit dem klaren, einfachen, heiteren Verstande umgäbe, immer und zu jeder Frist freundlich, offen und gut wäre, und in dem edlen starken Herzen [ihn] mit der tiefsten heißesten Gattenliebe trüge.“ Offenbar hatte er nur die Möglichkeit einer harmonischen Beziehung und einer gemeinsamen Wirtschaft sehen dürfen: „Ich sollte nur erkennen, was einzig schön und göttlich ist, um es dann auf ewig ferne zu haben.“ Der Erzähler schließt die Rahmenhandlung mit dem Nachtrag ab, sein Freund habe inzwischen seine Meinung geändert und hoffe, dass Maria seine Frau wird und sie zahlreiche Kinder haben werden, und prophezeit: „[S]ie werden ein festes, reines, schönes Glück genießen.“ |

## Vergleich mit der Urfassung
In der Urfassung „Die Schwestern“ berichtet der anonyme Erzähler von seinen zwei Begegnungen mit Francesko Riccardi in einem Postwagen und in Wien und, in der Haupthandlung, von seinem Besuch bei der Familie des Freundes am Gardasee. Die Personenkonstellation ist, trotz einiger Namensänderungen, dieselbe wie in der zweiten Fassung: Francesko, seine Frau Vittoria, die beiden Töchter, die 24-jährige Maria und die etwas ältere Camilla, sowie der ca. 30-jährige Nachbar Alfred. Im Zentrum stehen Riccardis unterschiedliche Töchter: Die Violinistin Camilla und die Landwirtin Maria. Im Unterschied zur zweiten Fassung entwickelt der Erzähler spontan „eine äußerst heftige Neigung“ zur Künstlerin Camilla: „[I]ch begriff mich selber nicht mehr. Oft war es mit, als müsse ich mich an diese sonderbaren Lippen pressen, und mich zu Tode weinen. Sie war aber auch ganz eigentümlich […] schien sie doch viel älter – ja sie schien sogar verwelkt zu sein, und die großen Augen standen schwermütig in dem verblühenden Angesichte, ihre Bewegungen waren klagend, und doch ging durch ihr Wesen eine solche Unschuld, ja oft Hoheit, als sei sie an einer innern unermesslichen Schönheit verschmachtet, der man sie überliefert hat.“ Als er von der komplizierten Dreiecksbeziehung der Schwestern mit dem Nachbarn Alfred Mussar erfährt, reist er ab. Nach langen Reisen durch Südeuropa verändert er sich. Jetzt trauert er nicht mehr Camilla nach, sondern denkt oft an ein „braunes, gesundes, heiteres, großmütiges Mädchen“ und bekennt: „Wenn ich je eine Gattin wähle, so ist es Maria, wenn sie mich will – oder keine andere auf dieser Welt.“
Die zweite um ein Drittel erweiterte Fassung „Zwei Schwestern“ ist um eine Rahmenhandlung (Vorwort und Nachwort des anonymen Herausgebers), ausführliche Schilderungen der Naturlandschaft, der Wanderungen, der Gärtnerei und des Hauses sowie der Biographien der Hauptpersonen ergänzt worden. Während die Urfassung offen endet, heiraten in der zweiten Fassung Alfred und Camilla, wodurch die Hoffnung auf eine Ehe Ottos mit Maria erhalten bleibt. Ein Textvergleich zeigt die stilistischen Änderungen Stifters. Die „weit ausholenden, sich steigernden Satzperiode[n]“ werden in Einzelsätze aufgelöst und wirken dadurch „ruhiger und ausgeglichener“ und weniger „bewegt und lebendig“.

## Interpretation
Im Zentrum der Erzählung, zu der Stifter durch ein Konzert der Schwestern Milanollo 1843 in Wien angeregt wurde, steht die thematische Antithetik von Kunst und Landleben. Darauf weisen bereits der Arbeitstitel „Die Virtuosin“ sowie die Zuordnung zur Künstlerproblematik der ersten drei Studien-Novellen hin. In den „Schwestern“ setzt der Autor „menschliches Sein und Erfahrung der Landschaft […] symbolisch [miteinander] in Beziehung“ und zeigt den Konflikt des „innerlich-empfindsamen und des tätig-häuslichen Menschen“: Die „künstlerische Gefühlsverfallenheit“ der gefährdeten Virtuosen kontrastiert mit der praktischen Tätigkeit „lebensstarker Menschen“. Während die 1. Fassung die Lösungsfrage offen lässt, setzt die 2. Fassung den Schwerpunkt durch die ausführliche Beschreibung der Landwirtschaft und die angedeutete Heirat Ottos mit Maria auf einen pragmatischen Kompromiss, der durch die Annäherung Camillas an Alfred vorbereitet wird.
Stifter baute die Künstlerthematik in die Form der Reisenovelle ein und gestaltete die Landschaft nach Berichten von Freunden und Reisebeschreibungen. Nach vielen mit Unsicherheiten verbundenen Zufällen, kombiniert mit der wirtschaftlichen Bedrohung und inneren Gefährdungen, lässt der Autor seine Protagonisten schließlich zu einem harmonisch schönen Dasein finden. Der Autor glaubte, dass diese Schilderung die reinste, ruhigste, verstandes- und kunstgemäße sei, die er gemacht habe.
Von Interpreten wird auf die Nähe der „Schwestern“ zu anderen Erzählungen, z. B. dem „Waldsteig“ und den „Nachkommenschaften“ oder zum Roman „Nachsommer“ hingewiesen: Gesucht werden die Normen eines vollkommenen Lebens. Den „Wildwuchs der Natur wie die Ungezügeltheit der Gefühle können einsichtige Vernunft, erlerntes Wissen und moralische Kraft, (Geduld und Opfersinn) in die Richtung eines schönen Wachtsums und menschlicher Reife führen. Der Glaube an eine göttliche Lenkung verdrängt die tragische Stimmung früherer Novellen und weist den Menschen mit der Pflege von Boden und Besitz in eine Welt des Maßes.“

## Ausgaben und Literatur
- s. Werkausgaben
- s. Literatur